# Marienheide
Marienheide là một đô thị ở Oberbergischer Kreis, trong bang Northrhine-Westfalia, Đức.
Marienheide có cự ly khoảng 50 km về phía đông của Köln.

## Các địa phương giáp ranh
Gummersbach và Wipperfürth, Märkischer Kreis - Meinerzhagen, Kierspe, Engelskirchen, Lindlar.
|              | Bắc: Wipperfürth - Kierspe |                    |
| Tây: Lindlar | Marienheide                | Đông: Meinerzhagen |
|              | Nam: Gummersbach           |                    |

## Các khu vực dân cư
| B | Berghof - Boinghausen - Börlinghausen                                                                                         |
| D | Dahl - Däinghausen - Dannenberg - Dommermühle - Dürhölzen                                                                     |
| E | Eberg - Eiringhausen - Erlinghagen                                                                                            |
| G | Gevershagen - Gimborn - Gogarten - Grunewald                                                                                  |
| H | Himmerkusen - Höfel - Holzwipper - Hütte                                                                                      |
| J | Jedinghagen |
| K | Kalsbach - Kattwinkel - Kempershöhe - Königsheide - Kotthausen - Kotthauser Höhe - Krommenohl - Kümmel                        |
| L | Lambach - Lehmkuhl - Leiberg - Lienkamp - Linge                                                                               |
| M | Mittelweg - Müllenbach |
| N | Niederwette |
| O | Oberboinghausen - Obernhagen - Obersiemeringhausen                                                                            |
| R | Rodt |
| S | Scharde - Schemmen - Schmitzwipper - Schöneborn - Schulzenkamp - Siemerkusen - Siepen - Späinghausen - Straße - Stülinghausen |
| U | Untererlinghagen - Unterpentinghausen                                                                                         |
| W | Weierhof - Wernscheid - Wilbringhausen - Wilhelmsthal - Winkel                                                                |